# Little Rock
Little Rock er en by, der er hovedstad i delstaten Arkansas i USA. Byen er administrativt centrum i det amerikanske county Pulaski County og har 202.591(2020, 2020) indbyggere.

## Little Rock-krisen i 1957
The Little Rock crisis var et vendepunkt i borgerrettighedsbevægelsen. Ni afroamerikanske skoleelever blev fulgt i skole af 1.000 faldskærmssoldater fra den amerikanske hær. En højesteretsdom fra 1954 havde fastslået, at segregerede skoler var grundlovsstridige, og skulle afvikles. De ni mødte frem ved Central High school i Little Rock, men blev mødt af massive demonstrationer. Arkansas' guvernør Orval Faubus (1910-94) indkalte nationalgarden for at spærre vejen for de ni. Præsident Dwight Eisenhower satte så hårdt mod hårdt for at gennemtvinge højesteretsdommen, og sendte soldater ind fra 101st Airborne Division som livvagt for de ni. Krisen i Little Rock fik enorm medieopmærksomed. 25. september 1957 vendte de ni tilbage til Central High School og blev indskrevet. Enheder fra den amerikanske hær forblev ved skolen resten af skoleåret som garanti for deres sikkerhed.